# Iulia Pacata
Iulia Pacata war eine gallorömische Adelige aus dem Stamm der Treverer.
Iulia Pacata war die Tochter von Iulius Indus und Ehefrau des Gaius Iulius Alpinus Classicianus. Ihr Name ist aus der Inschrift des Grabsteins ihres Gatten bekannt. Der Grabstein befindet sich heute im Britischen Museum in London.